# Таєкан (Марказі)
Таєкан (перс. طايقان) — село в Ірані, у дегестані Хурге, в Центральному бахші, шахрестані Магаллат остану Марказі. За даними перепису 2006 року, його населення становило 337 осіб, що проживали у складі 128 сімей.

## Клімат
Середня річна температура становить 14,10°C, середня максимальна – 32,20°C, а середня мінімальна – -7,88°C. Середня річна кількість опадів – 201 мм.
| Клімат поселення                              | Клімат поселення | Клімат поселення | Клімат поселення | Клімат поселення | Клімат поселення | Клімат поселення | Клімат поселення | Клімат поселення | Клімат поселення | Клімат поселення | Клімат поселення | Клімат поселення | Клімат поселення |
| Показник                                      | Січ.             | Лют.             | Бер.             | Квіт.            | Трав.            | Черв.            | Лип.             | Серп.            | Вер.             | Жовт.            | Лист.            | Груд.            |                  |
| Середній максимум, °C                         | 9,98             | 12,26            | 17,05            | 22,91            | 27,44            | 31,02            | 32,20            | 31,38            | 27,92            | 22,24            | 16,02            | 9,88             |                  |
| Середня температура, °C                       | 1,05             | 3,33             | 8,12             | 13,98            | 18,50            | 22,09            | 25,94            | 25,12            | 21,67            | 15,98            | 9,77             | 3,64             |                  |
| Середній мінімум, °C                          | −7,88            | −5,6             | −0,81            | 5,04             | 9,58             | 13,16            | 19,68            | 18,87            | 15,40            | 9,73             | 3,52             | −2,63            |                  |
| Норма опадів, мм                              | 32               | 31               | 37               | 25               | 17               | 2                | 1                | 1                | 0                | 9                | 19               | 27               |                  |
| Середньомісячна швидкість вітру, м/с          | 1.30             | 2.09             | 2.80             | 2.90             | 2.71             | 2.51             | 2.60             | 2.37             | 2.24             | 2.26             | 1.94             | 1.37             |                  |
| Середньомісячна сонячна радіація, кДж/м²·день | 9751             | 13054            | 15382            | 18752            | 22611            | 26647            | 25944            | 24349            | 21226            | 15803            | 11392            | 9427             |                  |
| --------------------------------------------- | ---------------- | ---------------- | ---------------- | ---------------- | ---------------- | ---------------- | ---------------- | ---------------- | ---------------- | ---------------- | ---------------- | ---------------- | ---------------- |
| Джерело:                                      |                  |                  |                  |                  |                  |                  |                  |                  |                  |                  |                  |                  |                  |